# Cryptandra coronata
Cryptandra coronata är en brakvedsväxtart som beskrevs av Reiss.. Cryptandra coronata ingår i släktet Cryptandra och familjen brakvedsväxter. Inga underarter finns listade i Catalogue of Life.